# Улица Верещагина (Москва)
У́лица Вереща́гина — улица в Северном административном округе города Москвы на территории посёлка Сокол, расположенного в одноимённом районе.

## Положение улицы
Улица расположена между улицей Сурикова и улицей Шишкина. Нумерация домов начинается от улицы Сурикова.

## История

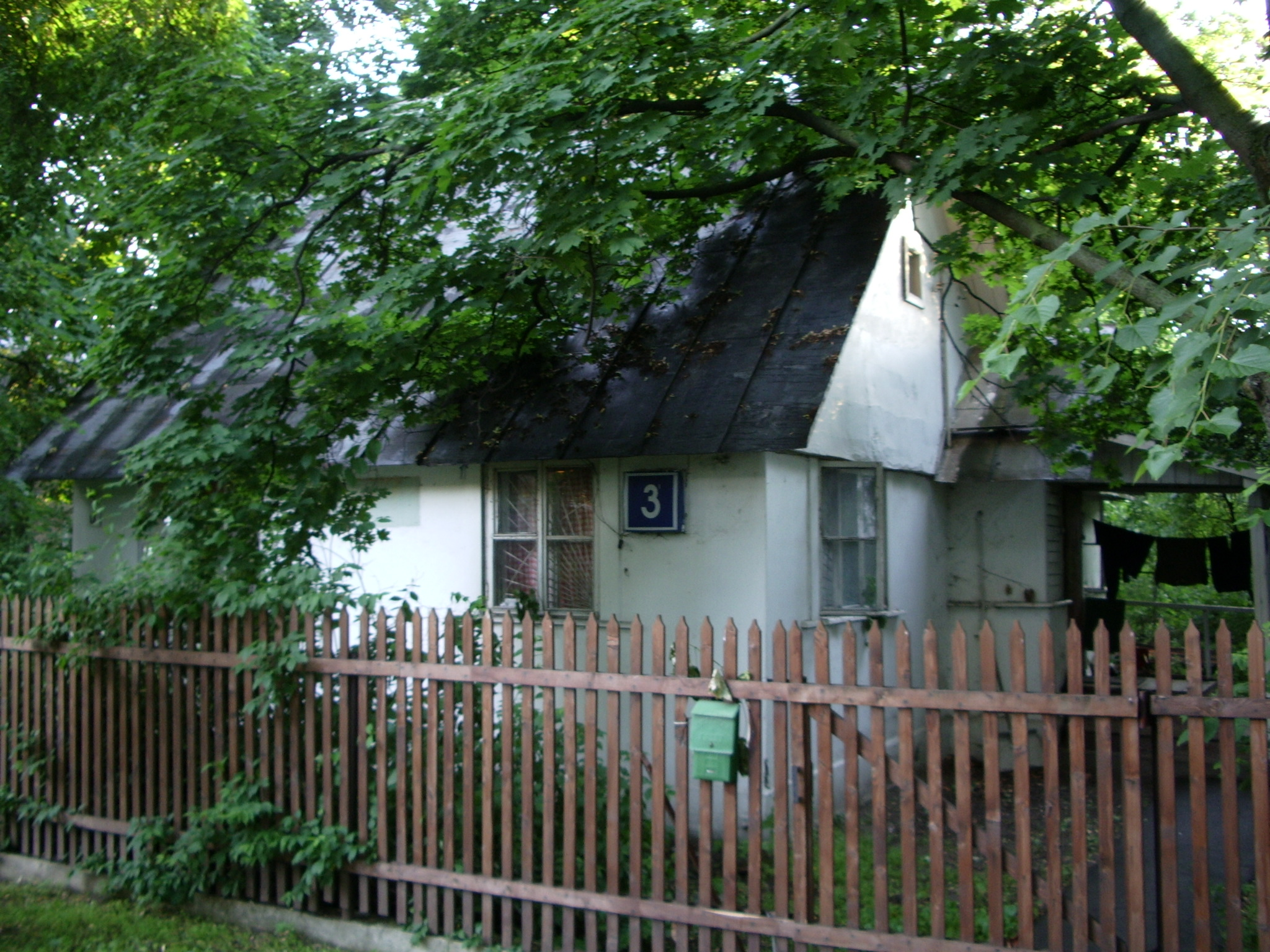
Улица Верещагина, дом 3

Улица появилась в 1920-х годах при строительстве посёлка «Сокол». В конце 1930-х годов на улице был построен родильный дом №16.
Своё название улица получила 4 апреля 1928 года в честь великого русского художника-баталиста Василия Васильевича Верещагина.

## Примечательные здания и сооружения
По нечётной стороне:
- № 3 — Британская школа Seymour House School[1].
- № 7 — Родильный дом № 16[2]. Открыт 1938 году. Четырёхэтажное здание из крупных блоков было построено трестом крупноблочного строительства Мосовета по типовому проекту архитектора В. П. Андронова[3][4]. По тому же проекту были построены родильные дома на Павелецкой набережной, на Динамовской улице, на Синичкином пруду, на улице Шаболовка и в Филях[5]. На момент открытия в роддоме была биохимическая лаборатория для анализов, рентгеновский кабинет, физиотерапия, специальное отделение для рожениц с неправильным обменом. Имелось два лифта: пассажирский и грузовой[6]. В 1979 году в роддоме был осуществлён капитальный ремонт, однако перекрытия остались деревянными. В 2009 году коечный фонд родильного дома № 16 по предписанию Роспотребназдора был сокращён на 70 коек в связи со вспышкой гнойно-септической инфекции. В 2013–2014 годах также отмечены случаи воспалительных заболеваний у новорожденных. Поскольку здание не отвечало нормам безопасности, в ноябре 2014 года было принято решение о закрытии роддома[7]. В сентябре 2015 года роддом был закрыт. По состоянию на 2025 год, здание не эксплуатируется.

По чётной стороне:
- № 10 — Жилой дом (арх. Н. В. Марковников).
- № 16 — Жилой дом (1929, архитектор И. И. Кондаков), объект культурного наследия регионального значения[8]

## Транспорт
- Станция метро «Сокол».